# Ana Bertha Espín
Ana Bertha Espín (ur. 13 października 1958) – meksykańska aktorka telewizyjna.

## Wybrana filmografia
- 1999-2000: Maria Emilia jako Yolanda González de Aguirre
- 2003: Prawdziwa miłość jako Prudencia Curiel Viuda de Alonso
- 2004: Cena marzeń  jako Elisa de Duarte
- 2008: Idiotki nie idą do nieba jako Gregoria "Goya" Alcalde Vda. de Morales
- 2010: Kobieta ze stali jako Enriqueta de Macotela
- 2011-2012: Zakazane uczucie jako Rosaura Flores Nava
- 2013-2014: Za głosem serca jako Rosario Domínguez
- 2016: Trzy razy Ana jako Remedios García